# Pontremoli
Pontremoli ist eine italienische Gemeinde mit 6862 Einwohnern (Stand 31. Dezember 2023) in der Provinz Massa-Carrara in der Region Toskana.

## Geografie

Lage von Pontremoli in der Provinz Massa-Carrara

Die Gemeinde erstreckt sich über ca. 183 km². Sie liegt ca. 160 km nordwestlich von Florenz, ca. 50 km nordwestlich von Massa und 45 km nordwestlich von Carrara in den Apuanischen Alpen. Sie ist die nördlichste Gemeinde der Toskana und liegt an dem Fluss Magra und den Flüsschen Verde und Gordana. Zudem liegt sie an der Via Francigena. Pontremoli ist von großen Höhenunterschieden geprägt, so liegt der Hauptort bei 236 m über NN, der Ortsteil Arzelato dagegen bei 903 m über NN.
Zu den Ortsteilen zählen Arzelato, Arzengio, Barca, Baselica, Bassone, Belvedere, Braia, Bratto, Caná, Canale Scuro, Careola, Cargalla Inferiore, Cargalla Superiore, Casalina, Castangiola, Cavezzana D’Antena, Ceretoli, Cervara, Costa di Soglio, Dozzano, Gravagna Montale, Gravagna San Rocco, Grondola, Groppodalosio, Groppoli di Cavezzana D’Antena, Guinadi, La Colla, La Serra, Mignegno, Molinello, Montelungo Inferiore, Montelungo Superiore, Monti, Navola, Oppilo, Pian di Valle, Pietra Piccata, Poderi, Pollina, Ponte Teglia, Pracchiola, Prà del Prete, Previdé, Saliceto Belvedere, San Cristoforo, San Lorenzo, Santa Giustina, Scorano, Sergola, Serola, Soglio, Teglia, Toplecca di Sopra, Toplecca di Sotto, Torrano, Traverde, Valle, Versola, Veserada, Vignola und Villa Vecchia.
Die Nachbargemeinden sind Albareto (PR), Berceto (PR), Borgo Val di Taro (PR), Corniglio (PR), Filattiera, Mulazzo und Zeri.

## Geschichte

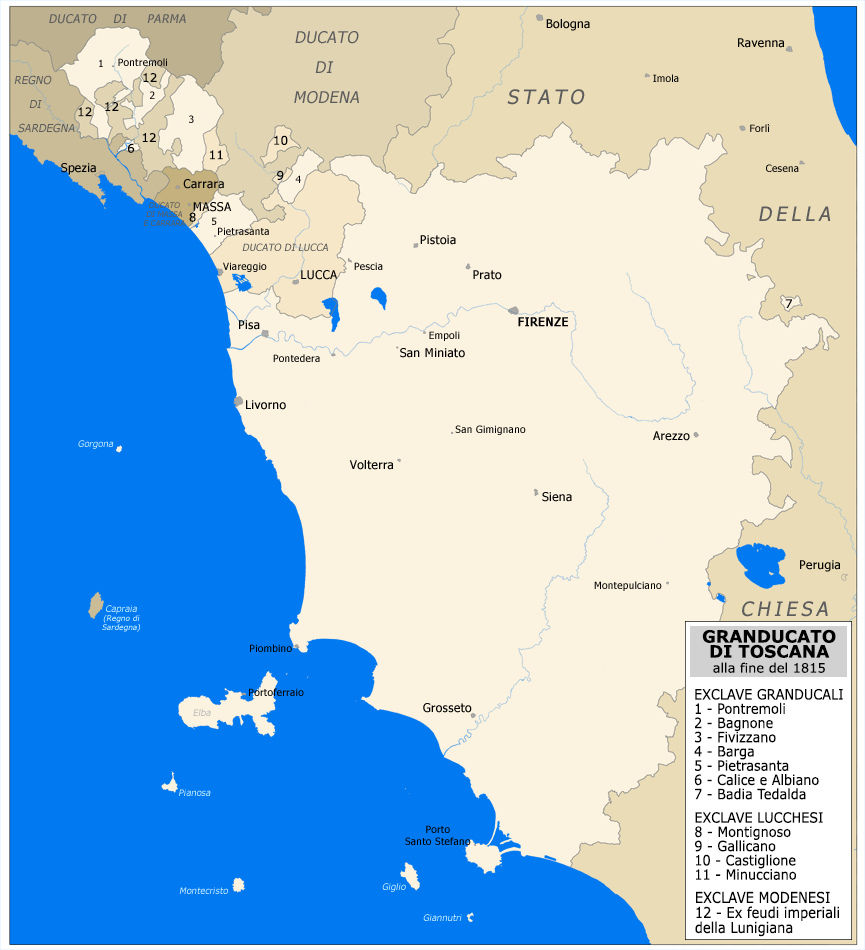
Lage von Pontremoli (1) als nördlichste und entfernteste Exklave des Großherzogtums Toskana von 1815 bis 1847

Von den Römern wurde der Ort Apua genannt, der heutige Name entstammt den Wörtern Ponte und tremare (zitternde Brücke). Der Ortskern entstand um das Castello del Piagnaro. Von Sigerich, Erzbischof von Canterbury, wurde der Ort 990 in seiner Beschreibung der Via Francigena als Puntremel erwähnt. Zu dieser Zeit war der Ort freie Kommune, was von Friedrich Barbarossa und Friedrich II. anerkannt wurde. Die Gemeinde wurde damals von Parma und Piacenza unterstützt und lag im Konflikt mit den Malaspina. Der in der Nähe liegende Gebirgspass Passo della Cisa galt als Tor zur Toskana.
1331 wurde die Gemeinde von Johann von Luxemburg an Mastino II. della Scala veräußert. Acht Jahre später ging der Ort an die Visconti aus Mailand und 1404 an die Fieschi aus Genua, um 1433 wieder an die Visconti zurückzukehren. 1441 war die Kommune neben Cremona Teil der Mitgift von Bianca Maria Visconti für Francesco Sforza, war jedoch mit der Erbfolge von Sforza im Herzogtum Mailand 1450 wieder mit dem übrigen Herzogtum vereint. Spätere Besitzwechsel Mailands berührten nicht die Zugehörigkeit von Pontremoli, so dass erst 1647 mit der Übernahme durch die Republik Genua ein neues bedeutendes Jahr zu verzeichnen ist. 1650 wurde Pontremoli Teil des Großherzogtums Toskana. 1778 erkannte Großherzog Leopold I. dem Ort den Zusatz Città nobile zu. Nach der Napoleonischen Besatzung 1805 bis 1814 wurde Pontremoli wieder Teil des Großherzogtums Toskana. Im Jahre 1847 wurde Pontremoli und sein Territorium in Umsetzung des Vertrages von Florenz vom 28. November 1844 dem Herzogtum Parma angegliedert, wo es bis zur Einheit Italiens blieb.
Von 1797 bis 1988 war Pontremoli Sitz eines gleichnamigen Bistums, das 1988 mit dem Bistum Massa vereinigt wurde zum Bistum Massa Carrara-Pontremoli. Die Kathedrale Santa Maria del Popolo ist seither Konkathedrale des Bistums. Der Ortsteil Arzelato kam 1957 zur Gemeinde, vorher gehörte er zu Zeri.

## Sehenswürdigkeiten
- Der Dom Duomo di Pontremoli, auch Concattedrale di Santa Maria del Popolo, wurde 1630 erbaut. Die Fassade wurde von 1878 bis 1881 nach Zeichnungen von Vincenzo Micheli errichtet. Der Dom enthält das Werk Nascita della Vergine von Giovanni Domenico Ferretti.
- Die Kirche Chiesa di San Giacomo al Campo wurde erstmals 1187 erwähnt.
- Das Museo delle Statue Stele (Stelenmuseum) zeigt Statuenmenhire der Lunigiana und befindet sich im Castello del Piagnaro. Zu sehen sind unter anderem mehrere weibliche Statuenmenhire.[7]
- Das Teatro della Rosa wurde 1739 errichtet.

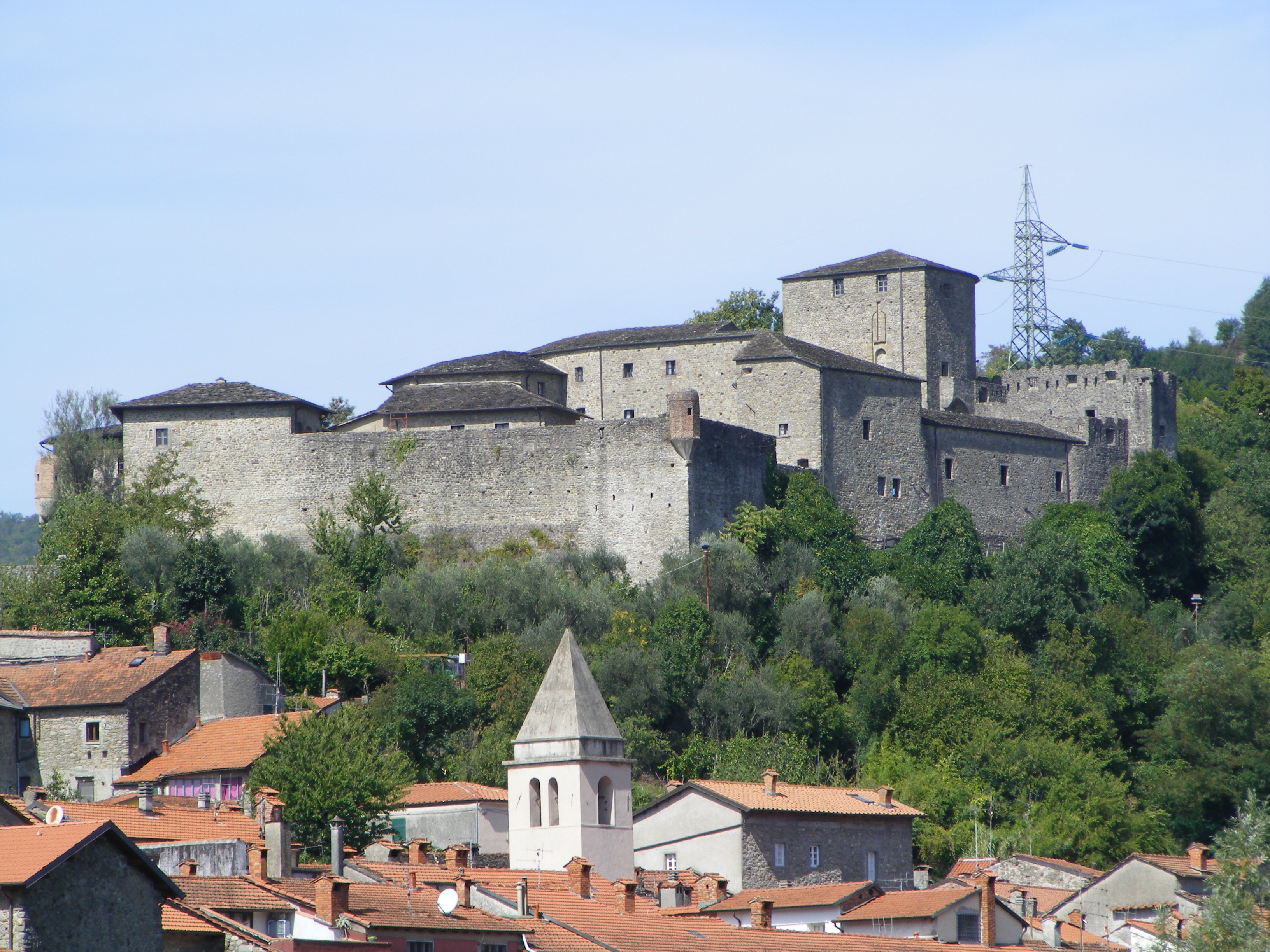
Castello del Piagnaro
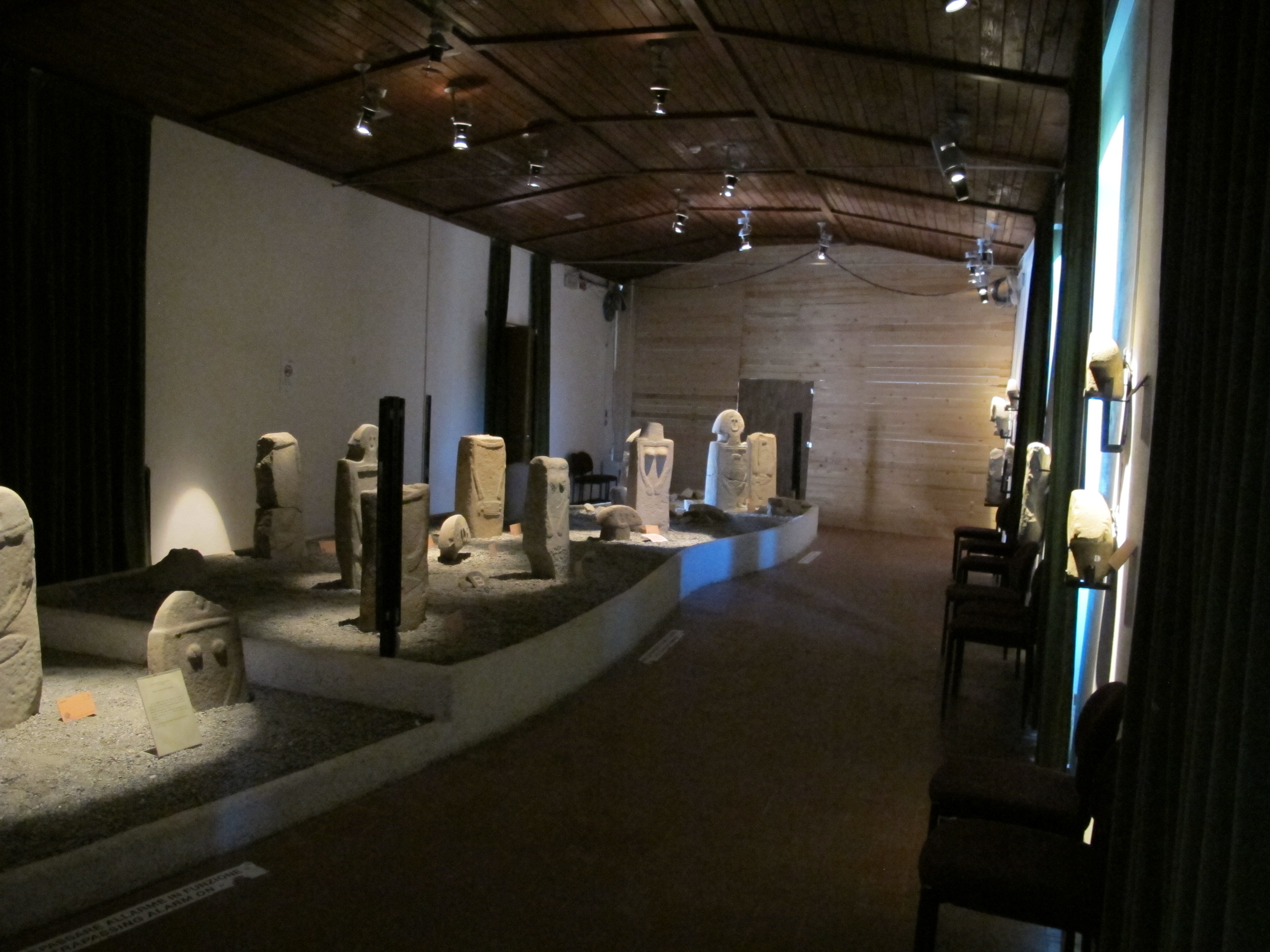
Im Stelenmuseum auf der Burg
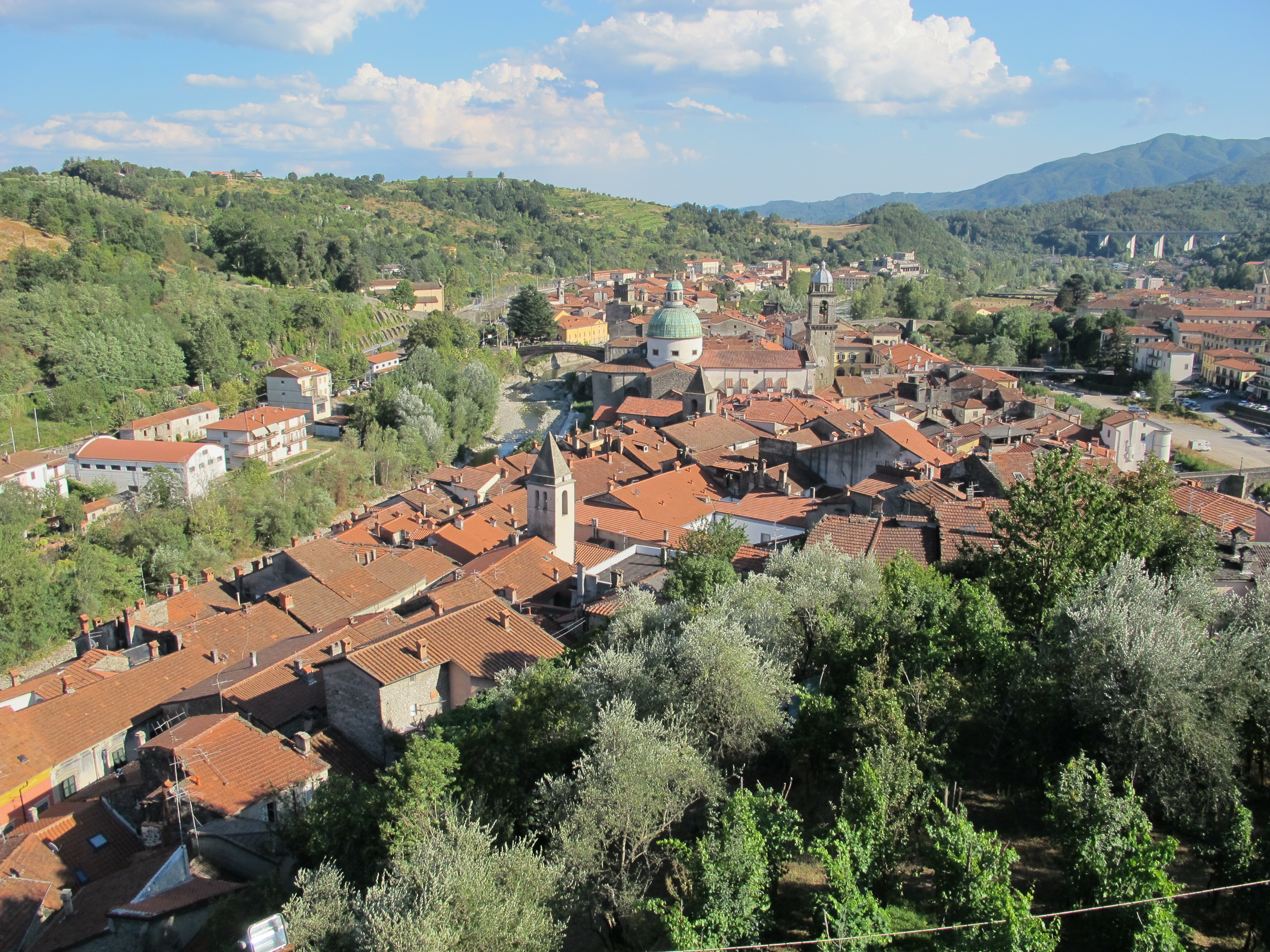
Blick auf die Stadt vom Castello
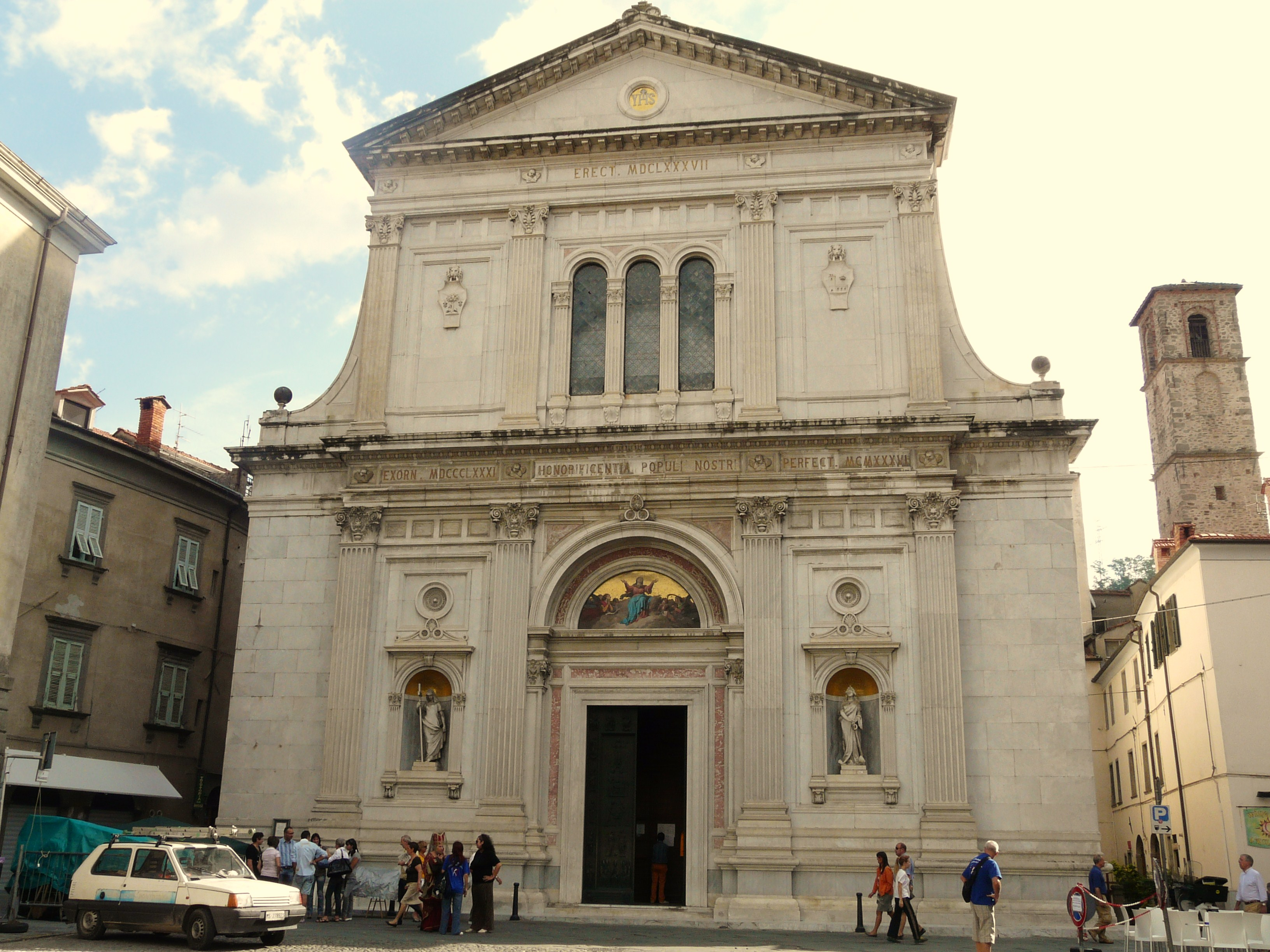
Der Dom von Pontremoli
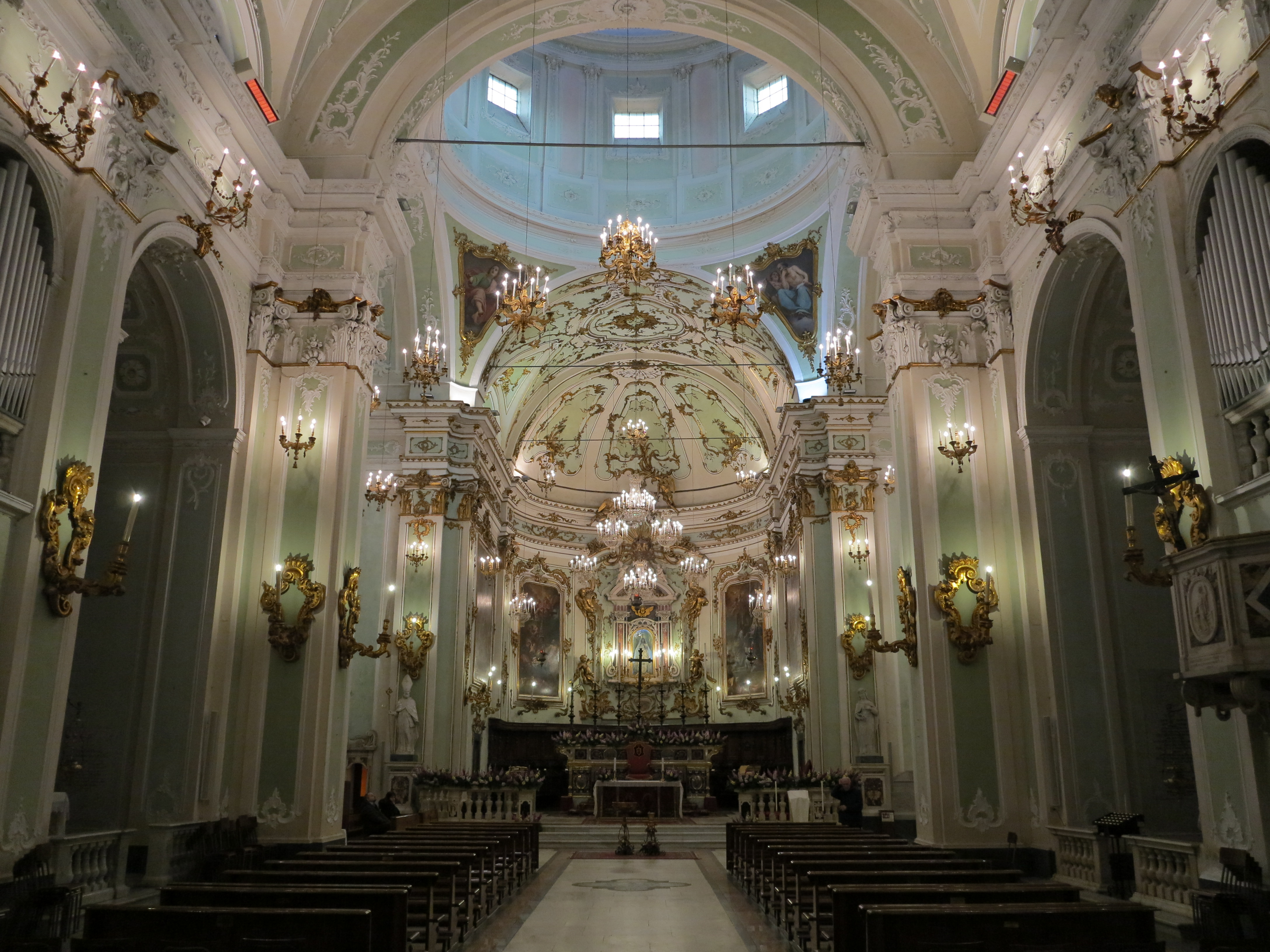
Blick zum Altarraum des Doms
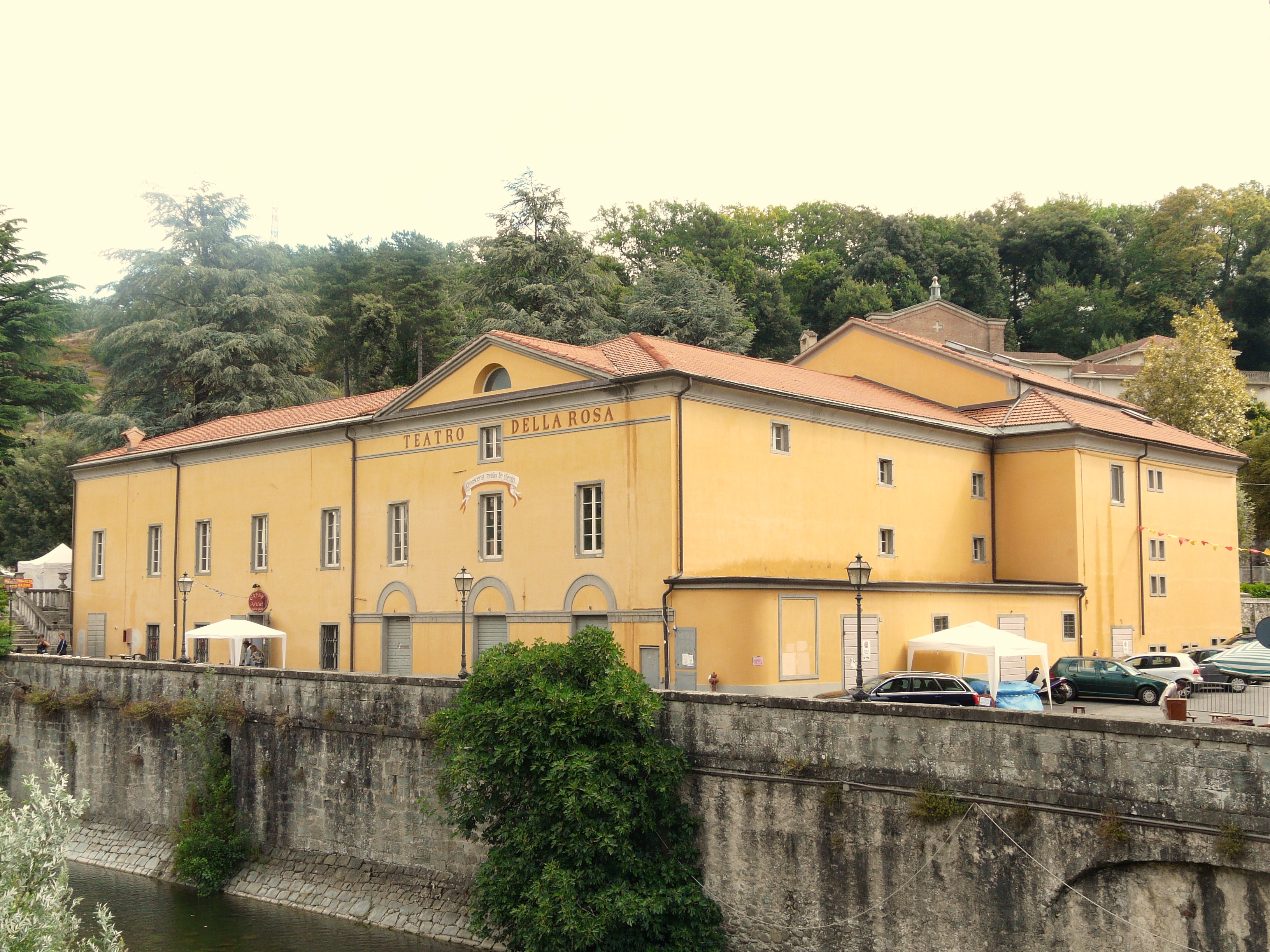
Teatro della Rosa
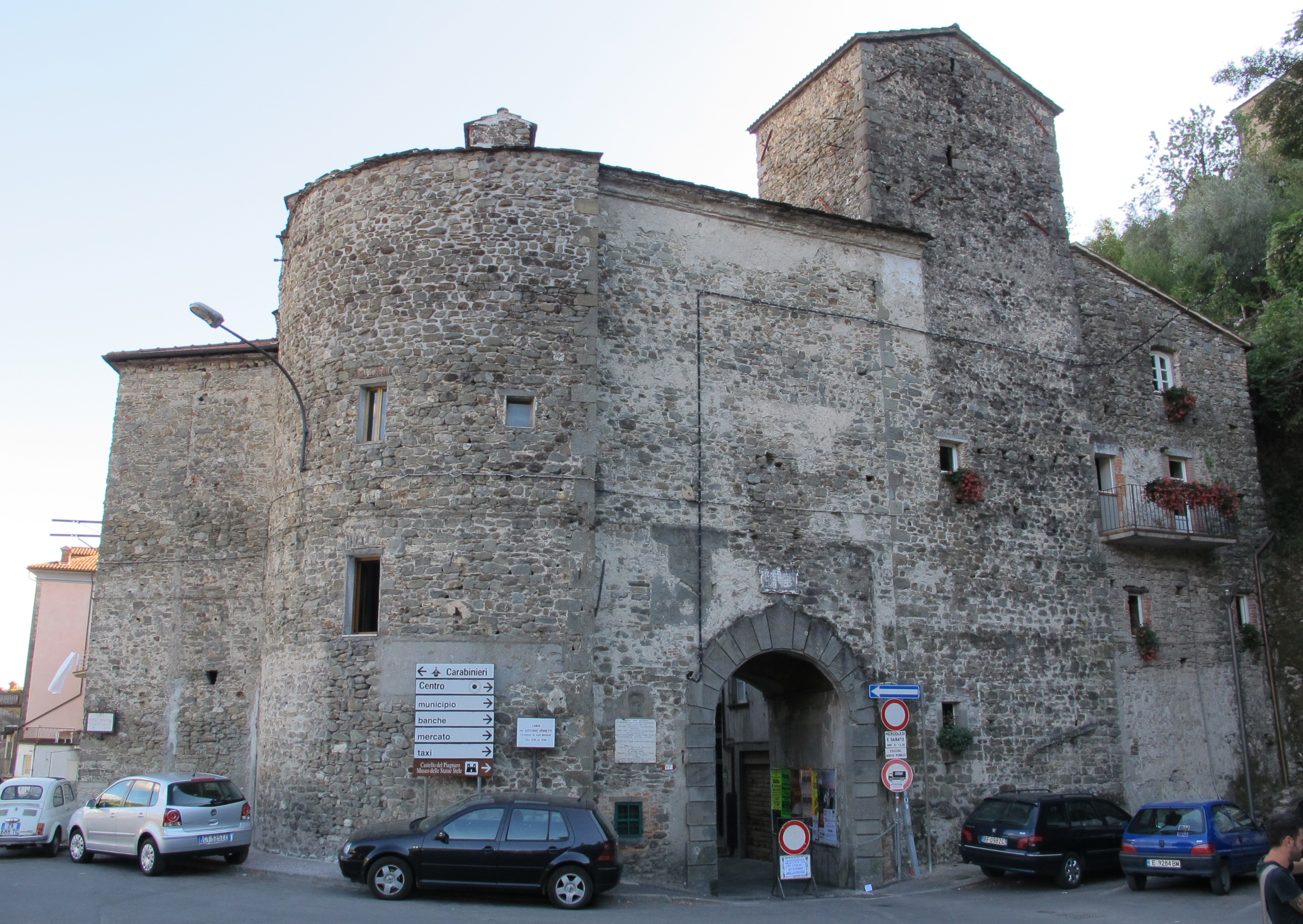
Stadttor Porta Parma
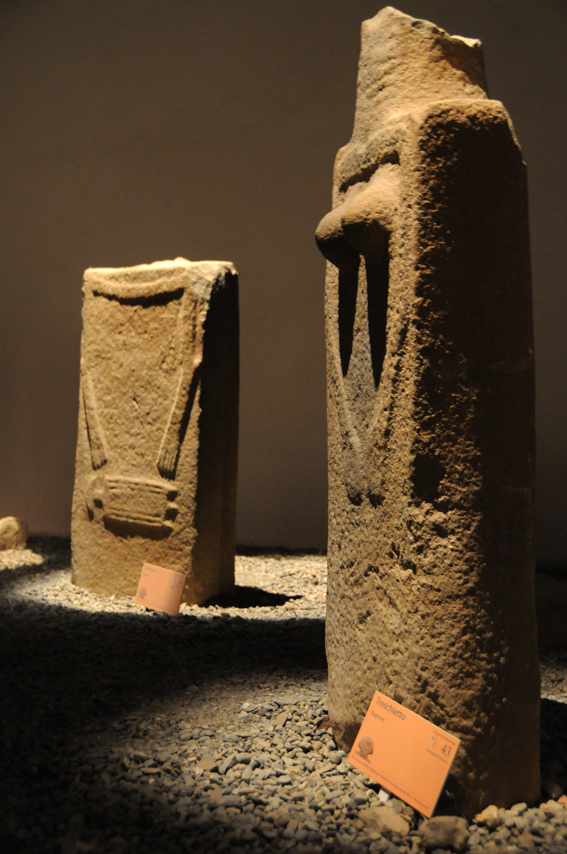
Statuenmenhire im Museum

## Bücherstadt
Der Premio Bancarella wird seit 1953 jedes Jahr Ende Juli vergeben und ist ein italienischer Literaturpreis. Der erste Preisträger war Ernest Hemingway mit Der alte Mann und das Meer, weitere Preisträger waren unter anderem Umberto Eco (1989, Das Foucaultsche Pendel) oder Frank Schätzing (2007, Tod und Teufel). Daneben wird ebenfalls jährlich der Premio Bancarellino, ein Jugendliteraturpreis, sowie der Premio Bancarella Sport (Sportbuchpreis) verliehen. Aufgrund der Literaturpreise wird die Gemeinde auch La città del libro (Buchstadt) genannt.

## Verkehr
Pontremoli besitzt eine Anschlussstelle an der Autobahn A15, auch Autocamionale della Cisa genannt, die von Parma nach La Spezia führt. Es gibt einen Bahnhof an der Bahnstrecke Parma–La Spezia.

## Gemeindepartnerschaften
- Morières-lès-Avignon, Département Vaucluse, Frankreich
- Noto, Sizilien, Italien
- Trenčianske Teplice, Slowakei

## Persönlichkeiten
- Antonio Restori (1859–1928), Philologe und Musikwissenschaftler
- Carlo Chiarlo (1881–1964), Kardinal
- Enrico Albertosi (* 1939), Fußballspieler
- Ugo Colombo (1940–2019), Radrennfahrer – lebte über 40 Jahre in Pontremoli